# 隆岗寺
隆岗寺，位于中华人民共和国山西省忻州市偏关县寺庙街，已列为山西省文物保护单位。

## 保护
2016年6月6日，隆岗寺由山西省人民政府公布为第五批山西省文物保护单位，编号5-53。